# Delta Force: Hawk Ops
Delta Force: Hawk Ops — відеогра в жанрі шутера від першої особи, що розробляється китайською компанією Timi Studio. На відміну від більшості попередніх ігор серії Delta Force, Hawk Ops орієнтована на багатоосібність і реалізовуватиметься за системою Free-to-play. Також розробники обіцяють випустити одноосібний ремейк кампанії Delta Force: Black Hawk Down із сучасною графікою та новітніми технологіями. Поки що невідомо, чи буде одноосібна кампанія також безплатною, чи продаватиметься як DLC.

## Платформи
Гра була випущена на ПК, Xbox Series S/X, PlayStation 5, а також на мобільних пристроях iOS та Android.

## Ігровий процес
Ігровий процес залежатиме від обраного режиму гри. 
В грі є PVP/PVE-режим «Hazard Operations» з ухилом у сторону тактичного extraction shooter, де завданням гравців буде зібрати якомога більше цінного луту, вижити та повернутися з ним на базу. «Havoc Warfare» буде нагадувати режим Breakthrought з серії Battlefieald, де гравці однієї команди матимуть обороняти контрольні точки, а іншої - захопити їх до того як закінчаться очки відродження або спливе час. У даному режимі буде представлена можливість керувати різноманітною наземною та повітряною технікою, на сайті розробника вказано, що у грі буде 2 різновида БТР, бойовий вертоліт, MRAP та квадроцикл.
У одноосібній кампанії Black Hawk Down розробники також обіцяють елементи тактичного шутера та відносно високий рівень реалізму.
У мультиплеєрних режимах є декілька операторів з різною спеціалізацією та ігровими рисами. 

## Сюжет
Події одноосібної кампанії розвиваються під час Битви в Могадішо у 1993 році, кампанія є ремейком кампанії Delta Force: Black Hawk Down, а також значною мірою базуєтьс на фільмі Падіння Чорного Яструба Рідлі Скотта
Події багатоосібних режимів розгортаються у 2035 році, де елітний загін G.T.I., створений колишніми оперативниками "Дельти" бореться з корпорацією "Haavk" у вигаданому регіоні Ahsarah

## Випуск
Гра вийшла в ранній доступ 5 грудня 2024 на ПК, 21 квітня 2025 на iOS і Android, та 19 серпня 2025 року на Xbox Series S/X та PlayStation 5.